# جويل خيمينيز
جويل خيمينيز (بالإسبانية: Joel Jiménez)‏ هو لاعب كرة قدم إسباني، ولد في 20 يناير 2000 في أفيليس في إسبانيا.

## وصلات خارجية
- جويل خيمينيز على موقع قاعدة بيانات كرة القدم.إي يو (الإنجليزية)
- جويل خيمينيز على موقع Soccerway.com (الإنجليزية)